# Cyberfox
CyberfoxはFirefox ESRをベースにしたwebブラウザ。Firefoxのレガシーアドオンの一部が使える。
2017年、サポート終了。

## 詳細・特徴など
- 細かいところまでカスタマイズできる。

- 開発元は8pecxstudios。
- メニューが右上と左上の二つある。

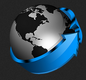
- 開発元 8pecxstudios
- 対応OS Windows
- 公式サイト https://8pecxstudios.com

- 対応OSはWindows(Windows XP以前には非対応）。
- アドオンを利用して日本語化できる。
- Cyberfox最終バージョンは52.9.1。(このバージョンはアドオンなしで日本語化できる。)
- メインは主にx64版で、ポータブル版がある。(x32版もある。)
- Firefoxに比べてプライヴァシー保護機能を追加しており、高速。
- 元々は個人開発だった。